# Peitsche (Musikinstrument)

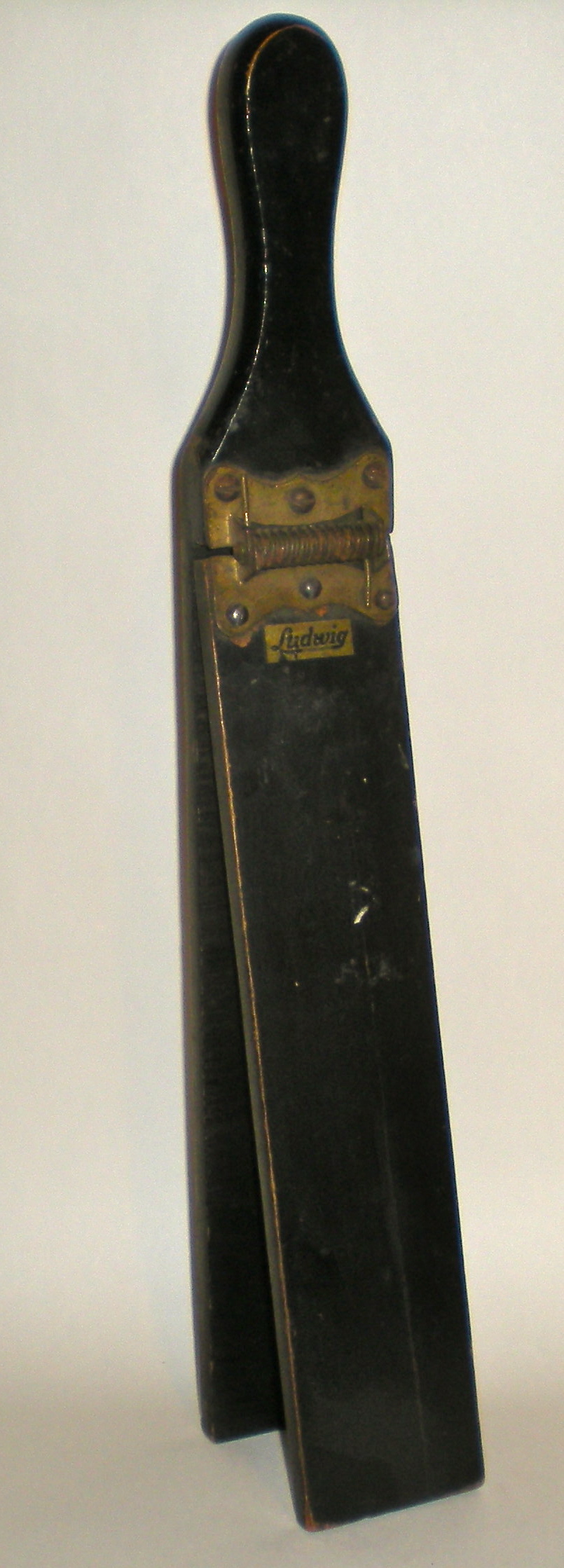
Peitsche der Firma Ludwig-Musser

Peitsche bezeichnet in der Musik sowohl ein Gegenschlagidiophon, dessen Klang den Knall einer langen Peitsche imitieren soll, ohne Mitmusiker des Schlagwerkers zu gefährden, als auch eine echte Peitsche, die musikalisch verwendet nach der Hornbostel-Sachs-Systematik als freies Ablenkungsaerophon klassifiziert wird.

## Gegenschlagplatte
Das Idiophon Peitsche (englisch slapstick) ist eine Gegenschlagplatte, auch Platten- oder Gelenkklapper, und entspricht prinzipiell der aus dem Schulsport bekannten Starterklappe, jedoch ohne deren optische Signaleinrichtung. Diese Orchesterpeitsche besteht aus zwei Holzlatten mit Griffen, die über ein Scharnier oder einen Riemen miteinander verbunden sind und zur Tonerzeugung gegeneinander geschlagen werden. Bei der ähnlichen Pritsche oder Schlagrute schlagen beim Schütteln mehrere Platten gegeneinander.

## Ablenkungsaerophon
Eine echte Peitsche wird in Bayern und Österreich beim Goaßlschnalzen verwendet. Bei ihr entsteht der Ton durch abrupte Aufwirbelung der Luft am Peitschenende, das auf Schallgeschwindigkeit beschleunigt wird. Die Peitschenspitze durchbricht die Schallmauer und es entsteht eine Schockwelle.
Im Schweizer Kanton Uri heißt die Peitsche lautmalerisch Chlepfe und im Kanton Aargau Chlöpfe. In der Schweiz wird die kurze Fuhrmannspeitsche von der langen Schafspeitsche unterschieden.